# Гемптон-Біч (Нью-Гемпшир)
Гемптон-Біч (англ. Hampton Beach) — переписна місцевість (CDP) в США, в окрузі Рокінґгем штату Нью-Гемпшир. Населення — 2598 осіб (2020).

## Географія
Гемптон-Біч розташований за координатами 42°54′49″ пн. ш. 70°48′44″ зх. д. / 42.91361° пн. ш. 70.81222° зх. д. (42.913737, -70.812121).  За даними Бюро перепису населення США в 2010 році переписна місцевість мала площу 3,55 км², з яких 3,29 км² — суходіл та 0,26 км² — водойми.

## Демографія
Згідно з переписом 2010 року, у переписній місцевості мешкало 2275 осіб у 1227 домогосподарствах у складі 555 родин. Густота населення становила 641 особа/км².  Було 3158 помешкань (890/км²).
Расовий склад населення:
| - 95,8 % — білих - 0,7 % — азіатів - 0,4 % — чорних або афроамериканців - 0,3 % — корінних американців |

До двох чи більше рас належало 1,9 %. Частка іспаномовних становила 1,6 % від усіх жителів.
За віковим діапазоном населення розподілялося таким чином: 12,0 % — особи молодші 18 років, 72,0 % — особи у віці 18—64 років, 16,0 % — особи у віці 65 років та старші. Медіана віку мешканця становила 49,3 року. На 100 осіб жіночої статі у переписній місцевості припадало 109,9 чоловіків;  на 100 жінок у віці від 18 років та старших — 110,0 чоловіків також старших 18 років.
Середній дохід на одне домашнє господарство  становив 87 107 доларів США (медіана — 53 095), а середній дохід на одну сім'ю — 108 044 долари (медіана — 78 929). Медіана доходів становила 56 875 доларів для чоловіків та 70 461 долар для жінок. За межею бідності перебувало 14,8 % осіб, у тому числі 44,7 % дітей у віці до 18 років та 0,0 % осіб у віці 65 років та старших.
Цивільне працевлаштоване населення становило 1130 осіб. Основні галузі зайнятості: освіта, охорона здоров'я та соціальна допомога — 27,6 %, будівництво — 14,2 %, роздрібна торгівля — 13,2 %.